# زاستافا ام76
زاستافا ام76  (بالإنجليزية: Zastava M76) هي بندقية قناصة نصف آلية وتم تطويرها وتصنيعها من قبل شركة زاستافا للاسلحة.تعذيب كل دمر